# 新改訳聖書
『新改訳聖書』（しんかいやくせいしょ）は、日本聖書刊行会より発行された聖書で、原語（ヘブライ語、ギリシア語）からの日本語翻訳聖書のひとつ。旧約聖書と新約聖書の両方を含み、カトリック教会が第二正典と呼ぶ外典を含まない66巻の書からなる。1970年初版発行、1978年第2版発行、2003年に差別語等を見直した（例えば「らい病」をヘブライ語の原音に近い「ツァラアト」に変更した）第3版が刊行された。また、全面的な改訂作業を行い、新日本聖書刊行会訳『聖書 新改訳2017』として2017年10月にいのちのことば社より発行された。

## 概略
新改訳聖書は新改訳聖書刊行会が翻訳、日本聖書刊行会が発行、いのちのことば社が発売した。
日本聖書刊行会では、新改訳の特徴として、「聖書を『誤りなき神のみことば』と確信する42名の翻訳者による委員会訳」などとしている。また、新改訳聖書刊行会では、特徴として、「聖書を『誤りなき神のみことば』と告白する福音主義の立場に立つ委員会訳であること」、「特定の神学的立場に傾かないで、言語的に妥当であるかを尊重すること」などとする。
日本聖書協会刊行の口語訳や新共同訳などと並んで、日本において多く用いられている代表的な訳である。1970年発行以来30年間で、1千万冊を超える新改訳聖書が頒布された。「新改訳」とは文語訳聖書の「改訳」に対する敬意から付けられた名前である。

## 特徴
- 文語訳、口語訳聖書の伝統的固有名詞を継承している。
- 翻訳者の解釈を理解しやすくするために欄外注に他の書簡の参照箇所や、＜別訳＞＜直訳＞＜異本＞＜原語＞（ヘブル語、アラム語、ギリシア語）等を明記している。
- 敬語の簡素化がはかられている。
- 旧約聖書において、神の御名を太字の「主」で表し、その他の通常使われる「主」と区別している。
- 「燔祭」「素祭」などを「全焼のいけにえ」「穀物のささげ物」など、わかりやすい表記にしている。
- 新約聖書はネストレの校訂本二十四版、旧約聖書はキッテルのビブリア・ヘブライカ七版に基づく、42名の翻訳者による翻訳である。
- 新改訳聖書の正式英語名はNew Japanese Bibleとなっている。
- 本文批評は新アメリカ標準訳に準拠することになっていたが、旧約は日本語訳の方が早く進んだため、マソラに沿った[4]。
- 英語訳聖書の新国際版聖書 (NIV) とのバイリンガル聖書が発行されている。ただし、NIVから訳されたわけではない。
- 第一人称、平仮名の「わたし」は神とイエスに用い、漢字の「私」をその他の人間に用いることで、聖書本文における会話がどちらの言葉かを判別できるようになっている。

## 経緯
戦後、日本聖書協会より発行された口語訳聖書の翻訳方針が、やや自由主義神学的であったことから、福音派を中心に、神やキリストの権威を弱めているという不満が起こった。しばしば見られる「であろう」という表現は曖昧であるという批判や、またこのリベラルな傾向は当時発行された英語聖書の改訂標準訳聖書 (RSV) に追随するものだという批判もあった。そのため福音派の団体である日本プロテスタント聖書信仰同盟 (JPC) は代表を送り、説明と訂正を求めたが、当時の日本聖書協会総主事都田恒太郎は応じなかった。この経緯から聖書信仰に立つ聖書学者の翻訳になる新改訳聖書が発行された。
1961年11月21日、新改訳聖書の翻訳のために、福音的な諸教派の協力を要請して、新改訳聖書刊行協力会が28名によって形成された。
1962年K.マクビティ、堀川勇らによって、新改訳聖書刊行会が組織された。1962年から翻訳作業が開始され、1965年に新約聖書が、1970年に旧約聖書が出版された。新約の翻訳主事は松尾武で、旧約の翻訳主任は名尾耕作、編集主事は舟喜順一であった。発行に際して新アメリカ標準訳聖書(NASB)を発行する米国ロックマン財団(The Lockman Foundation)の財政的支援を受け、翻訳方針もNASBを踏襲するものであった。ロックマン財団の献金額は総必要額の46%におよび、献金は1966年8月まで行われた。

## 歴史
- 1962年 新改訳聖書翻訳開始。
- 1965年5月に日本聖書刊行会設立。
- 1965年11月 新約聖書完成。
- 1970年6月 旧約聖書完成。
- 1978年 改訂第2版発行。
- 2003年 改訂第3版発行。
- 2017年 第4版にあたる新改訳2017発行。

## 著作権上の争議
発刊後、ロックマン財団と新改訳聖書刊行会の間で著作権上の争議が発生した。ロックマン財団は自身に著作権があると主張し、また実際に「(c)Lockman1963, 1965, 1968, 1970」という表記が1987年まで続けられていた。裁判は1996年に和解が成立し、日本側がロックマン財団に多額の和解金を支払い、和解金支払い完了まではTEAM（宗教法人ゼ・エバンゼリカル・アライアンス・ミッション（日本同盟基督教団））が、2003年以降2007年末まではいのちのことば社が著作権を持ち、新改訳聖書刊行会が著作者人格権を持つことが確認された。
ちなみに、2016年時点では、1965年に発行の新約聖書初版については、著作権が切れている。

## 原訳者と研究員

### 新約聖書
- 松田一男（マタイの福音書）
- 橋本竜三（マルコの福音書）
- 藤井重顕（ルカの福音書）
- 田中剛二（ヨハネの福音書）
- 岡田稔（使徒の働き）
- 吉岡繁（ローマ人への手紙）
- 山口昇（コリント人への手紙第一）新約研究員
- 村瀬俊夫（コリント人への手紙第二、テサロニケ人への手紙第二）新約研究員
- 松尾武（ガラテヤ人への手紙）新約翻訳主任
- 矢内昭二（エペソ人への手紙）
- 谷本正尚（コロサイ人への手紙、ピレモンへの手紙）
- 古口嗣郎（テサロニケ人への手紙第一）
- 瀬尾要造（テモテへの手紙第一、テモテへの手紙第二）
- 安田吉三郎（ヘブル人への手紙）
- 石丸新（ヤコブの手紙、ユダの手紙）
- 森和亮（ペテロへの手紙第一、ペテロの手紙第二）
- 山崎亭治（ヨハネの手紙第一、ヨハネの手紙第二、ヨハネの手紙第三）
- 渡辺公平（ヨハネの黙示録）

### 旧約聖書
- 名尾耕作（創世記、詩篇）旧約翻訳主任
- 尾山令仁（出エジプト記、ヨシュア記）
- 樋口信平（レビ記、士師記、ルツ記、エズラ記、ネヘミヤ記、エステル記）
- 田辺滋（民数記）臨時研究員
- 後藤茂光（申命記）
- 吉永正義（サムエル記第一）
- 本間正巳（列王記第一、第二）旧約研究員
- 岩井清（歴代誌第一、第二）
- 安田吉三郎（ヨブ記、雅歌）臨時研究員
- 増永俊雄（箴言、ホセア書）
- 松本任弘（伝道者の書）旧約研究員
- 榊原康夫（イザヤ書、エレミヤ書、哀歌）
- 服部嘉明（エゼキエル書）
- 諏訪哲夫（ダニエル書）
- 常葉謙二（小預言書、ホセア書以外）旧約研究員
- 川島専助、旧約研究員
- 西満、旧約研究員
- 今井正、臨時研究員

### 国語顧問
- 三尾砂（国語学者）
- 林四郎（国立国語研究所第四部長）
- 松下史生（最高裁判所研修所教官）

## 新改訳2017翻訳編集委員会
出典：「法人の概要」 - 一般社団法人日本聖書刊行会

### 第一期翻訳編集委員
（2011年4月1日 - 2013年3月31日）

#### 旧約
- 千代崎備道
- 南場良文
- 松本任弘
- 鞭木由行
- ランドル・ショート

#### 新約
- 瀧浦 滋
- 山中雄一郎

### 第二期翻訳編集委員
（2013年4月1日 - 2016年3月31日）

#### 翻訳編集委員長
- 津村俊夫

#### 旧約主任
- 木内伸嘉

#### 新約主任
- 内田和彦

#### 日本語主任
- 松本曜

#### 翻訳編集委員
- 旧約：伊藤暢人、鎌野直人、加藤 望、木内伸嘉、津村俊夫
- 新約：伊藤明生、岩上敬人、内田和彦、遠藤勝信、三浦 譲
- 日本語：櫛田智美、高尾享幸、竹林一志、徳永 大、松本曜
- 研究員：山中直義

## ISBN

### 2017
小型スタンダード版
ISBN 978-4-264-03725-5
中型スタンダード版
ISBN 978-4-264-03721-7
大型スタンダード版
ISBN 978-4-264-03727-9
大型版
ISBN 978-4-264-03730-9
バイリンガル[旧新約] (A5、標準英語訳対照)
ISBN 978-4-264-04019-4
ISBN 978-4-264-04026-2
バイリンガル[新約] (A5、標準英語訳対照)
ISBN 978-4-264-04020-0
ISBN 978-4-264-04027-9

### 第三版

#### バイブル mini (B7) 引照・注なし
新約聖書 詩篇・箴言付もあり。
B-40bn ブラウン
ISBN 978-4-264-03203-8
ISBN 978-4-264-02577-1
B-40iv アイボリー
ISBN 978-4-264-03205-2
ISBN 978-4-264-02579-5
B-40bg ベージュ
ISBN 978-4-264-03204-5
ISBN 978-4-264-02578-8
BK-49cy 革装チャイ
ISBN 978-4-264-02582-5
BK-49ch 革装チョコ
ISBN 978-4-264-02581-8

#### 小型 (A6) 引照・注付
BI-30
ISBN 978-4-264-03206-9
ISBN 978-4-264-02003-5
BIK-39 折革装
ISBN 978-4-264-03202-1
ISBN 978-4-264-02006-6

#### 中型 (B6) 引照・注付
BI-20
ISBN 978-4-264-03207-6
ISBN 978-4-264-02001-1
BI-20E えんじ
ISBN 978-4-264-03208-3
ISBN 978-4-264-02018-9
BIK-29 折革装 黒
ISBN 978-4-264-03209-0
ISBN 978-4-264-02005-9
BIK-29E 折革装 えんじ
ISBN 978-4-264-03415-5
ISBN 978-4-264-02017-2

#### 大型 (A5) 引照・注付
BI-10
ISBN 978-4-264-02002-8
BIK-19 折革装
ISBN 978-4-264-02004-2

#### 大型 (A5) 引照・注なし
B-10
ISBN 978-4-264-02000-4

#### 目的志向
B-34 文庫
ISBN 978-4-264-02580-1
バイリンガル (A5、新国際訳対照)
ISBN 978-4-264-02318-0

##### 注解・解説つき
注解・索引・チェーン式引照付 (A5)
ISBN 978-4-264-02382-1
BIBLE navi (バイブルナビ) 解説・適用付 (B5)
ISBN 978-4-264-02871-0
FIREBIBLE (ファイアーバイブル) (B5変形)
ISBN 978-4-88703-122-7

#### 旧約聖書 (A6)
OI-30
ISBN 978-4-264-02016-5

#### 新約聖書
SA-20 伝道版 (B6)
ISBN 978-4-264-02011-0
SS-20 聖画入 (B6)
ISBN 978-4-264-02010-3
EW-30 和英対照 (A6、新欽定訳)
ISBN 978-4-264-02015-8
SH-67 大型 (A4) 分冊 並装
ISBN 978-4-264-02019-6
SH-68 大型 (A4) 分冊 上製
ISBN 978-4-264-02575-7

##### 新約聖書 詩篇付
SP-30 小型 (A6)
ISBN 978-4-264-02009-7
SP-20 中型 (B6)
ISBN 978-4-264-02008-0
SP-10 大型 (A5)
ISBN 978-4-264-02007-3

##### 新約聖書 箴言付
SC-20 記念用 (B6)
ISBN 978-4-264-02576-4
ISBN 978-4-264-02014-1

##### 新約聖書 詩篇・箴言付
SPP-40 バイブル mini (B7)
ISBN 978-4-264-02583-2
ポケット新約聖書 (B7)
ISBN 978-4-264-02012-7
革装 (B7)
ISBN 978-4-264-02013-4

### 第二版

#### スタンダード版
NBD-22 黒
ISBN 978-4-264-01118-7
NBD-22E 赤
ISBN 978-4-264-00445-5
NBD-22W 白
ISBN 978-4-264-00447-9

##### 小型スタンダード版
NBC-31 聖地
ISBN 978-4-264-00818-7
NBC-31B バラ
ISBN 978-4-264-00819-4

##### 折革装スタンダード版
NBK-29B 黒
ISBN 978-4-264-00459-2
NBK-29E 赤
ISBN 978-4-264-00461-5
NBK-29W 白
ISBN 978-4-264-00460-8

#### チェーン式
注解・索引・チェーン式引照付 (A5)
ISBN 978-4-264-00488-2

#### ホームバイブル
NBK-05 革装
ISBN 978-4-264-00462-2
NBK-06 革装
ISBN 978-4-264-00719-7
NBS-05 合成革装
ISBN 978-4-264-00449-3

#### 大型 4分冊セット
NBH-62
ISBN 978-4-264-00661-9

#### 旧約聖書
NOC-31
ISBN 978-4-264-01127-9

##### 旧約聖書分冊
NBH-64 大型聖書分冊1 創世記〜ルツ記
ISBN 978-4-2640-0834-7
NBH-65 大型聖書分冊2 Iサムエル〜雅歌
ISBN 978-4-264-00835-4
NBH-66 大型聖書分冊3 イザヤ書〜マラキ書
ISBN 978-4-264-01531-4

#### 新約聖書
NNA-22 伝道版
ISBN 978-4-264-00456-1
NNP-22 絵入り
ISBN 978-4-264-00451-6
EWB-40 英和対照
ISBN 978-4-264-01335-8
NPPK-49 折革装
ISBN 978-4-264-00463-9
NBH-67 大型
ISBN 978-4-264-00837-8

##### 新約聖書 詩篇付
NPD-21 黒
ISBN 978-4-264-00453-0
NPD-21E 赤
ISBN 978-4-264-00605-3
NPC-35R 赤
ISBN 978-4-264-00676-3
NPC-35WG グレー・ビニール装・小見出し付
ISBN 978-4-264-00888-0

##### 新約聖書 詩篇・箴言付
NPP-45 紺・ビニール装・小見出し付
ISBN 978-4-264-00455-4
水色・ビニール装・小見出し付
ISBN 978-4-264-01533-8

## 関連文献
- 『聖書の和訳と文体論』藤原藤男 キリスト新聞社、1974年 ISBN 4-87395-063-5
- 『聖書翻訳を考える-「新改訳聖書」第三版の出版に際して』新改訳聖書刊行会 いのちのことば社、2004年10月 ISBN 4-264-02315-7